# Большой Утюкс
Большо́й Утюкс (устар. Утюкса, Утокса) — река на юге Архангельской области, правый приток реки Устья (бассейн Ваги).
Утюкса протекает по территории Устьянского района Архангельской области. Берёт начало у административной границы Верхнетоемского и Устьянского районов, на Двинско-Устьянском водоразделе, западнее истока реки Авнюга. Течёт с севера на юг, юго-восток. Высота устья — 94 м над уровнем моря.
В среднем течении реки находится лесопункт Первомайский.
Притоки: Обиль, Козьменьга, Пенчаж, Малый Утюкс, Чёрная.
В XVI—XVIII веках 30-километровый сухопутный волок от реки Утюкса до Северной Двины соединял село Черевково с Устьянскими сохами Важского уезда.